# HMS Bulldog (H91)
«Бульдог» (англ. HMS Bulldog (H91) — військовий корабель, ескадрений міноносець типу «B» Королівського військово-морського флоту Великої Британії за часів Другої світової війни.
Ескадрений міноносець «Бульдог» був закладений 10 серпня 1929 року на верфі компанії Swan Hunter у Тайн-енд-Вірі. 6 грудня 1930 року він був спущений на воду, а 8 квітня 1931 року увійшов до складу Королівських ВМС Великої Британії.
Спочатку проходив службу у Середземноморському флоті, 1936 році переведений до Домашнього флоту. Під час громадянської війни в Іспанії 1936—1939 корабель проводив чимало часу в іспанських водах, забезпечуючи блокаду зброї, запроваджену Англією та Францією для недопущення ескалації конфлікту для обох сторін конфлікту. Під час Другої світової війни «Бульдог» брав активну участь у бойових діях на морі, бився у Північній Атлантиці, супроводжував арктичні конвої. Його найпомітнішим вчинком стало потоплення німецького підводного човна U-110 в 1941 році й захоплення на борту повного комплекту шифрувальної машини «Енігма» з кодовими книгами. 1944 році затопив німецький підводний човен U-719.
За проявлену мужність та стійкість у боях Другої світової бойовий корабель відзначений двома бойовими відзнаками.

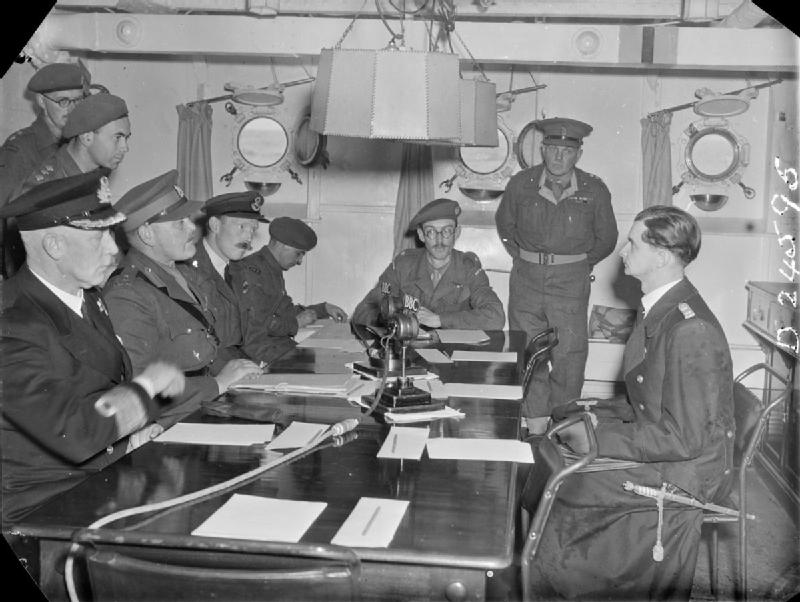
Зустріч німецького та британського командувань на борту есмінця «Бульдог» перед підписанням документу про капітуляцію гарнізону вермахту на островах. Травень 1945

## Історія

### Бойовий шлях

#### 1942
10 квітня 1942 року корабель увійшов до ескорту арктичного конвою PQ 14, який очолювали лінкори «Кінг Джордж V» та «Герцог Йоркський» і зворотного конвою QP 10.
14 вересня 1942 року «Бульдог» включили до 2-го крейсерського ескорту прикриття конвою PQ 18. 16 вересня есмінець «Бульдог» перейшов до головних сил флоту для супроводження конвою QP 14, що повертався з СРСР до Лох-Ів у Шотландії. 65 бойових кораблів супроводжували невеличкий транспортний конвой з 17 суден. У цілому конвой втратив шість кораблів та суден, тільки один U-435 встиг потопити чотири союзних судна.

#### 1943
7 січня 1943 року есмінець вийшов до Ісландії, де увійшов до сил британського флоту, що супроводжували конвої до СРСР. З 17 по 27 січня він залучався до ескортування конвою JW 52 з 15 транспортників, які йшли до Кольської затоки. «Бульдог» діяв у складі ескорту, який очолював лінкор «Енсон».
Наприкінці січня 1943 року «Бульдог» вийшов від берегів Росії з есмінцями «Бігл», «Форестер», «Ікарус», «Матчлес», «Мушкетер», «Оффа», «Онслот» та «Піорун», двома корветами й двома тральщиками, супроводжуючи конвой RA 52.

#### 1944
17 липня разом з лінкором «Герцог Йоркський» та крейсерами «Кент», «Девоншир» і «Джамайка» ескадрений міноносець «Бульдог» прикривали авіаносну групу з авіаносців «Формідабл», «Індіфатігебл» та «Фьюріос», що проводили чергову спробу атакувати німецький лінійний корабель «Тірпіц» у норвезькому фіорді Каафіорд.
1 грудня есмінець «Бульдог» у черговий раз брав участь в ескорті конвою JW 62, який супроводжували ескортні авіаносці «Наірана», «Кампаніа», крейсер «Беллона» та есмінці «Бігл», «Кайзер», «Кембріан», «Кепріс», «Кассандра», «Кеппель», «Обідіент», «Оффа», «Орібі», «Онслоу», «Онслот», «Оруелл», шлюп «Лепвінг». На зворотному шляху до Британії ескорт та літаки підтримки потопили німецькі човни U-387 і U-365.

#### 1945
9 травня 1945 року британський ескадрений міноносець «Бульдог» прибув до порту Сент-Пітер-Порт, де представники британського командування прийняли від начальника німецького гарнізону капітуляцію військ вермахту на острові Гернсі. Другий есмінець «Бігл» виконав аналогічну роль на острові Джерсі. 10 травня британці визволили окупований острів Сарк, останнім німецьким гарнізоном, що здався 16 травня 1945 року був підрозділ на острові Олдерні.